# Hôtel de Chimay

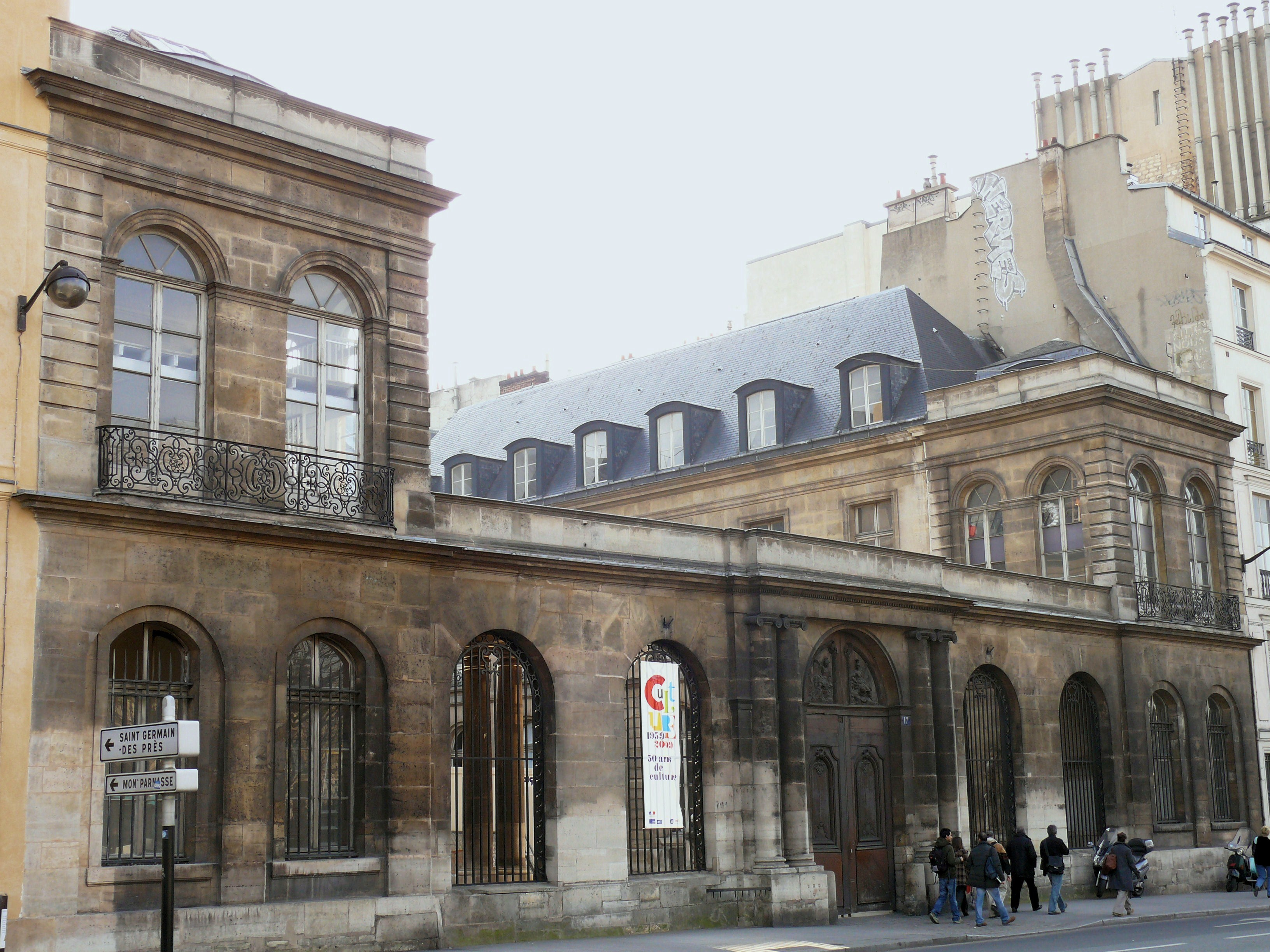
Entrata da quai Malaquais (2009)

L'Hôtel de Chimay è un hotel particulier, una grande e lussuosa residenza nel tessuto cittadino della Francia, al civico 17 di quai Malaquais, nel VI arrondissement di Parigi. Dal 1883, è stata un'estensione dell'École nationale supérieure des Beaux-Arts, una famosa scuola nazionale di belle arti.

## Storia
La quai Malaquais a Parigi fu costruita intorno al 1552. Lo scopo era quello di proteggere la zona di Pré-aux-Clercs dalle inondazioni a cui era soggetta. Dal 1585, gli fu dato il nome Malaquais.

### Hôtel de la Bazinière

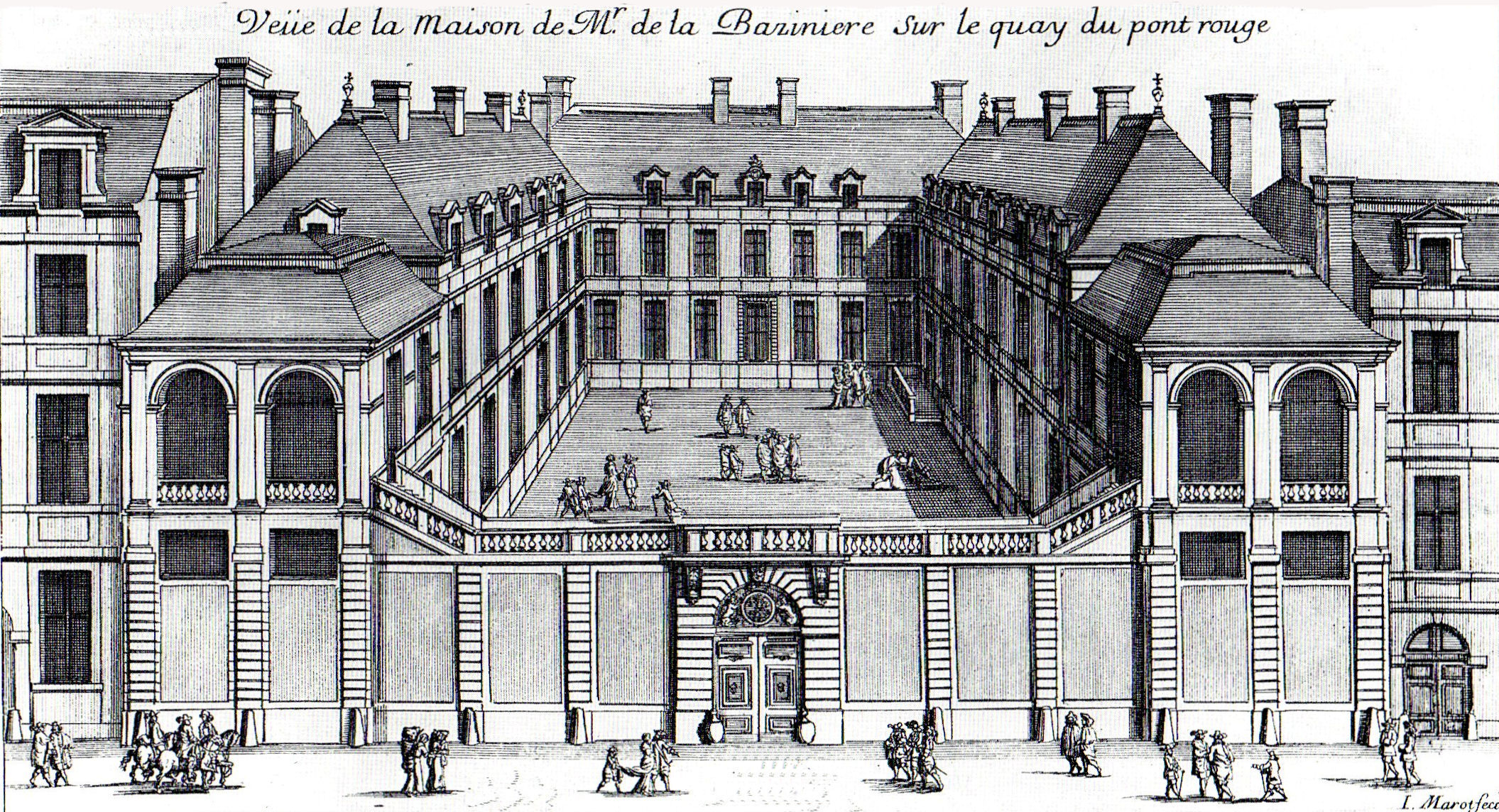
L' Hôtel de la Bazinière come veniva rappresentato nel 1658

Questo hotel è stato costruito nel 1635 dagli imprenditori Simon Delespine (morto nel 1680), Martial Baret e Jean Péronne per Macé I Bertrand de La Bazinière, un tesoriere reale.
Tra il 1653 e il 1658, l'hotel è stato modificato secondo le direttive del famoso François Mansart. Alcuni lavori interni furono eseguiti da Charles Le Brun, allora beniamino di Nicolas Fouquet. Intorno al 1658 l'edificio fu anche oggetto di un'incisione dell'architetto Jean Marot.
Nel 1665, l'hotel fu la dimora di Enrichetta Maria di Borbone-Francia, regina consorte d'Inghilterra, Scozia e Irlanda, vedova di Carlo I, madre di Carlo II e Giacomo II, sorella di Luigi XIII, zia di Luigi XIV e madre di Enrichetta d'Inghilterra. Successivamente si trasferì nel castello di Colombes dove morì nel 1669.

### Hôtel de Bouillon
Nel 1681, l'hotel fu acquistato da Godefroy Maurice de La Tour d'Auvergne, il duca di Bouillon. Sua moglie, Maria Anna Mancini (nipote del cardinale Mazarino), ospitò un famoso salone nell'hotel, dove morì nel 1714, dopo averci vissuto fin da quando il duca lo acquistò. Jean de La Fontaine, un amico della duchessa di Bouillon, fu un ospite. Altri famosi ospiti dell'epoca furono Madame de Sévigné, Madame de La Fayette, Pierre Corneille e Molière.
Durante la sua permanenza, Marie Anne fece abbellire la struttura da Charles Le Brun e André Le Nôtre secondo i suoi gusti. Il suo figlio maggiore, Emmanuel Théodose, visse lì e vi nacquero molti dei suoi figli: Charles Godefroy, Anne Marie Louise, la principessa di Soubise e la figlia più giovane, Marie Charlotte.
Nel 1725 vi nacque la famosa avventuriera Marie Louise de La Tour d'Auvergne, poi giustiziata durante il Regime del Terrore.
Il figlio e successore del duca, Charles Godefroy de La Tour d'Auvergne, fece ristrutturare l'edificio tra il 1741 e il 1744 dall'architetto François Debias-Aubry.
Durante la rivoluzione, venne confiscato e donato allo stato. Anche il loro Ducato di Bouillon fu preso, ma in seguito restituito.

### Hôtel de La Pagerie
Durante il Primo Impero francese, Napoleone Bonaparte diede l'albergo a Stéphanie Tascher de La Pagerie (1788-1832), cugino dell'Imperatrice Giuseppina. Stéphanie ricevette l'hôtel il 1º febbraio 1808, dopo il suo matrimonio con Prospero Luigi, duca di Arenberg. L'arredamento fu ridisegnato in stile impero.

### Hôtel de Chimay
Venduta nel 1852, la proprietà fu acquistata da Joseph de Riquet de Caraman (1808-1886), il principe di Chimay, da cui deriva il suo nome attuale. Dal 1883 l'edificio è un'estensione dell'École nationale supérieure des Beaux-Arts, istituita nel 1648 da Charles Le Brun come Académie royale de peinture et de sculpture.